# Mordella scutellaris
Mordella scutellaris es una especie de coleóptero de la familia Mordellidae.

## Distribución geográfica
Habita en Canadá y Arizona (Estados Unidos).